# 小行星10770
小行星10770（10770 Belo Horizonte）是一颗绕太阳运转的小行星，为主小行星带小行星。该小行星于1990年11月15日发现。

## 轨道参数
小行星10770的轨道半长轴为3.0704778 UA，离心率为0.101。